# Choque (economía)

Las bolsas de valores tras los Atentados del 11 de septiembre de 2001. Después del pánico inicial, el Promedio Industrial Dow Jones aumentó rápidamente para acabar con solo una ligera disminución neta.

En economía, un choque, para el que se utiliza a menudo la palabra inglesa shock, es un evento inesperado o impredecible que afecta significativamente a una economía, ya sea positiva o negativamente. La economía afectada puede ser la de un país, la de un continente, la del mundo entero, o la de una región subnacional, dependiendo del acontecimiento, su impacto y su alcance. Técnicamente, es un cambio impredecible en factores exógenos, es decir, factores no explicados por un modelo económico, que pueden influir en las variables económicas endógenas.
La respuesta de las variables económicas, como el PIB o el empleo, en el momento del choque y posteriormente, se mide mediante una función de respuesta a impulso.

## Tipos de choques
- Un choque tecnológico es el que resulta de un desarrollo tecnológico que afecta a la productividad.

- Si el choque se debe a una súbita reducción de la oferta de un bien, se denomina shock de oferta[2] y, por lo general, provoca aumentos de precio para ese bien y para otros relacionados. Se pueden producir choques de oferta cuando ocurren accidentes o desastres. La crisis del gas de Australia Occidental de 2008 como resultado de la explosión de un oleoducto en la isla de Varanus es un ejemplo.

- Un shock de demanda es un cambio repentino del patrón del gasto privado, especialmente del gasto de los consumidores o del gasto de inversión de las empresas. Generalmente obedece a una restricción repentina en el uso que desean dar a sus factores productivos.[3]

- Un shock de preferencias es un cambio brusco en lo que la gente decide consumir, ya sean bienes de primera necesidad u otros como el ocio.

- Un shock inflacionario ocurre cuando los precios de las materias primas aumentan repentinamente (p. ej., después de una disminución de los subsidios estatales)[4] mientras que no todos los salarios se ajustan inmediatamente en toda la sociedad (esto resulta en una pérdida temporal del poder adquisitivo de muchos consumidores); o cuando los costes de producción comienzan a exceder los ingresos corporativos (por ejemplo, después de aumentos en los precios de la energía).

- Un shock de política monetaria ocurre cuando un banco central cambia, sin previo aviso, su patrón de control de los tipos de interés o de la oferta monetaria.

- Un shock de política fiscal es un cambio inesperado en el gasto público o en los montos de los impuestos.

- Un shock de noticias es un cambio en las expectativas actuales del progreso tecnológico futuro, que podría ser inducido por nueva información sobre desarrollos tecnológicos potenciales.

- Un shock asimétrico es el que afecta más a un país, por sus circunstancias particulares, que a los de su entorno.[5] Por ejemplo, debido a que Grecia y España son países muy turísticos, la pandemia de covid-19 redujo significativamente su PIB[6] más que el de Alemania, que es más industrial.

- En el contexto de la microeconomía, los choques también se estudian a nivel de los hogares, como los shocks de salud, ingresos y consumo. Los shocks económicos individuales y domésticos negativos pueden resultar de la pérdida de empleo, por ejemplo, mientras que los shocks positivos pueden provenir de ganar la lotería.[7] Por ejemplo, en la microeconomía del desarrollo se estudia la relación entre las perturbaciones en los ingresos de los hogares y sus niveles de consumo para comprender la capacidad de un hogar para asegurarse (poniendo a prueba la hipótesis del seguro completo,[8] que afirma, por ejemplo, que las personas protegidas por un seguro de desempleo no varían  su consumo al perder su trabajo; esta hipótesis no se verifica; es más, lo que sucede en un entorno de incertidumbre es que se reduce el consumo hasta de las personas que conservan su trabajo).[9]

## Impacto político
Los shocks económicos impactan en las preferencias políticas de los electores. La experiencia de choques negativos como la pérdida de empleo hace que las personas favorezcan políticas redistributivas y políticas sociales más amplias. Cierta evidencia muestra que los choques económicos negativos hacen que las personas pierdan la fe en los sistemas políticos, aunque esta erosión de la confianza suele ser temporal y se recupera con el tiempo. Una pequeña parte de los votantes puede cambiar sus patrones de votación en respuesta al choque, lo que puede incluir el apoyo a candidatos y políticas que son antisistema, populistas, de izquierda, o dejar de participar en el proceso electoral. 
En cambio, los shocks económicos positivos suelen producir un aumento de la confianza en las instituciones estatales.